# Mycetophila garridoi
Mycetophila garridoi är en tvåvingeart som beskrevs av Duret 1980. Mycetophila garridoi ingår i släktet Mycetophila och familjen svampmyggor. Inga underarter finns listade i Catalogue of Life.